# Cratere Fatu
Fatu è un cratere sulla superficie di Rea.